# Armor Modeling and Preservation Society
Pour les articles homonymes, voir amps.

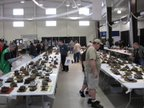
Convention annuelle de l'AMPS en 2008.

L‘Armor Modeling and Preservation Society, Inc. - en abrégé AMPS, littéralement « Société de préservation et de modélisme du blindé » - est une association américaine regroupant des collectionneurs de modèles réduits de véhicules militaires. Elle a été fondée en juillet 1993.

## Histoire

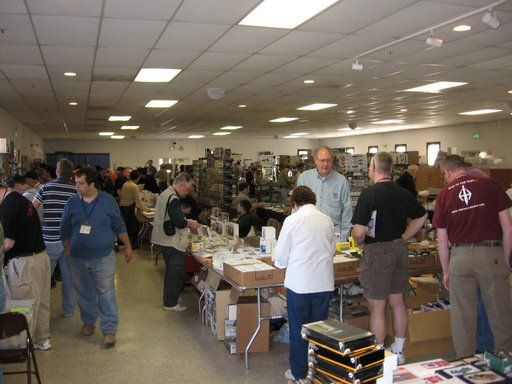
Espace de vente et d'échange de la convention annuelle (exposition/concours) de l'AMPS en 2007.